# Shar
shar (скорочення від англ. shell archive) — формат саморозпакувального архіву, створеного командою shar у UNIX-подібній операційній системі. Файл є коректним скриптом командної оболонки, його запуск призводить до розархівування записаного у файлі вмісту.
Команда shar не є частиною Single Unix Specification, тому формально вона не є компонентом Unix, а радше традиційною (англ. legacy) утилітою.

## Історія
Програма bundle, дуже схожа на shar, була описана у книзі The UNIX Programming Environment.
Найпершу реалізацію утиліти shar зазвичай приписують Джеймсові Гослінгу, він же написав кількарядковий скрипт, що ілюструє концепцію:
```
# shar -- Shell archiver

AR
=
$1

shift

for
 
i
 
do

	
echo
 
a
 
-
 
$i

	
echo
 
"echo x - 
$i
"
 
>>
$AR

	
echo
 
"cat >
$i
 <<'!Funky!Stuff!'"
 
>>
$AR

	
cat
 
$i
 
>>
$AR

	
echo
 
"!Funky!Stuff!"
 
>>
$AR

done

```